# ラブユメ・みっくす
『ラブユメ♥みっくす』はカイシンシによる日本の漫画作品である。秋田書店の『チャンピオンRED いちご』にてVol.1（2006年12月号）からVol.22まで連載（不定期）。

## あらすじ
平凡な学生だった主人公・謙介の生活は、ある夜に夢の中で出会った神様に「ラブコメの様な生活がしたい」と願った事から一変する。妹はブラコン美少女となり、居る筈のない美人の幼馴染みが同居、さらにはネコミミ少女や魔法少女、果ては異星のメイドロボまでが押し掛けてくる。さりげなく人類存亡のかかったラブコメ生活の行方は…。

## 登場人物
謙介（けんすけ）
主人公。地味で平凡な学生だったが、一転して周囲の異性を惹き付ける力を得て夢のラブコメ生活に突入する。またこのラブコメ世界の「主人公」であるため、行動選択が世界そのものの命運に大きく影響する事になる。
ルマの登場後は、彼女の魔力により異性を惹き付ける力を抑えられており、さらに行動選択を迫られた際に、メガネに美少女ゲームの様に選択肢がテキスト表示されるようになった。
みもる
謙介の妹。現実世界では地味な眼鏡っ娘で兄の事も忌み嫌っていたが、ラブコメ世界では一転して重度のブラコンとなり、一緒に入浴したり下着姿や裸姿を見せて誘惑する、謙介にパンツの紐をほどかせて女性器を見せるなど兄に猛烈なアタックを掛ける様になる。
貧乳にコンプレックスを抱きつつもそれをアタックに利用するなど狡猾な面のある小悪魔系キャラ。謙介に胸を見たり触ったりしてもらう事が好きなようで、作中では幾度となく謙介の手を掴んで直接乳房を触らせて揉んでもらっていた。
璃里（りり）
現実世界には存在しない筈の謙介の幼馴染み。制服エプロンの似合う家庭的美少女で、両親が一時不在の謙介の面倒を見るために同居する。謙介を「けんくん」と呼ぶ。
みもるとは対照的に巨乳である。みもるとは姉妹の様に仲が良く他の同居人とも打ち解けるが、かなりのヤキモチ焼きであり、みもるに対抗心を燃やして謙介と一緒に入浴したり、乳房を触らせたりする。
ミア
謙介が街で保護した記憶喪失のネコミミ少女。メイド服を着ている。容姿・言動共に幼い。
身寄りがないため同居する事となり、名前は口癖の「ミャ?」から謙介が命名した。部屋着やパジャマは璃里が作っている。
ルマ
「魔法危機管理局」からやってきたツインテールの魔法少女（本人はこう呼ばれるのを嫌い「魔法使い」「魔法騎士」を自称している）。謙介を世界を滅亡に導く危険人物として抹殺しようとするが、彼に悪意が無い事を知り、監視のために同居人の仲間入りをする。
同居人の中では唯一謙介に明確な好意を示さないが、次第にツンデレな態度を見せる。師匠を強く慕っている。
魔法少女スタイルでない時はメガネをかけている。
露保メード（ロボ-）
異星人が地球人との友好調査に送り込んだ少女型ロボット。もし友好が叶わないとみなした場合は地球を破壊する能力と権限を与えられているらしい。謙介の力に引かれて調査対象に選んだ（ロボットなのでルマの無効化魔法は通用しない）。容姿は人間のメイドだが、耳にお約束のメカが付いている。
妙に言動のテンションが高く、ミアと意気投合する。
師匠
ルマの師匠で命の恩人。幼い容姿のボクっ娘。ルマが魔法風邪にかかった際に治療のため来訪し、ミアと仲良くなってそのまま居付いてしまう。謙介をめぐるラブバトルでは基本的にルマの味方だが、ミアの手助けをする事もある。
神様
謙介の夢に現れた女神。彼の願いを妙に軽いノリで聞き届けた。
再登場した際に、実は師匠の部下である事が判明した。師匠には「カミィ」と呼ばれており、更に単行本のおまけ漫画では師匠の事を「お姉ちゃん」と呼んでいるが詳細は不明。

## 書誌情報
- カイシンシ 『ラブユメ♥みっくす』 （秋田書店『チャンピオンRED いちご』連載、〈チャンピオンREDコミックス〉）、全2巻
  1. 2008年10月20日発売[1]、ISBN 978-4-253-23391-0
  2. 2010年12月20日発売[2]、ISBN 978-4-253-23392-7